# Gefrierbrand
Als Gefrierbrand bezeichnet man das Auftreten ausgetrockneter Randschichten bei tiefgefrorenen Lebensmitteln. Sie sind meistens weiß bis grau-braun verfärbt. Gefrierbrand bildet sich vorrangig an Oberflächen, die Frischluft ausgesetzt sind, verursacht durch Temperaturschwankungen oder eine undichte oder ungeeignete Verpackung (zum Beispiel Pergamentpapier oder Frischhaltefolie). Der Name stammt von der Ähnlichkeit mit tatsächlich verbrannten Stellen.

## Ursachen

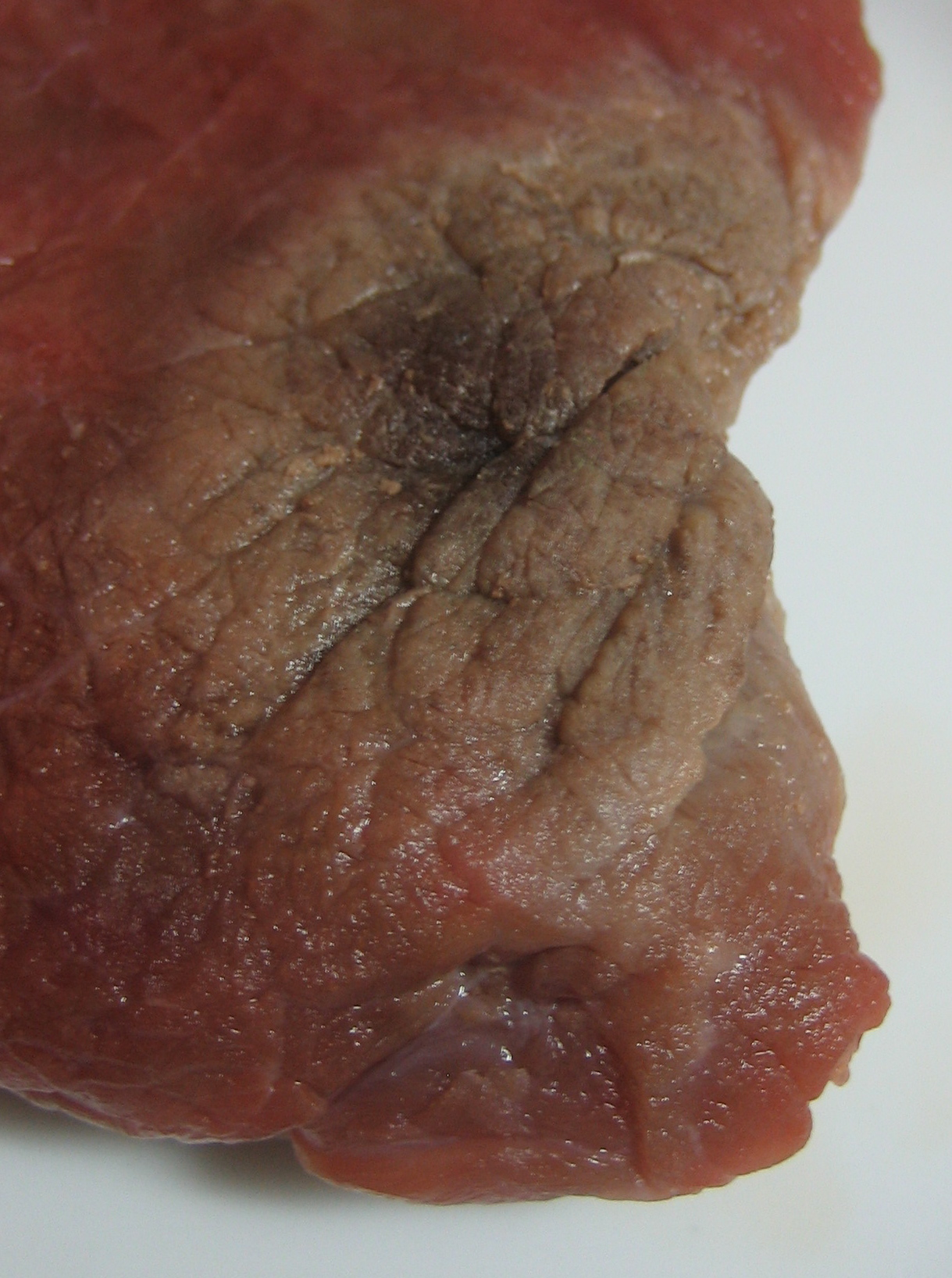
Gefrierbrand (dunkel) an einem Stück Rindfleisch

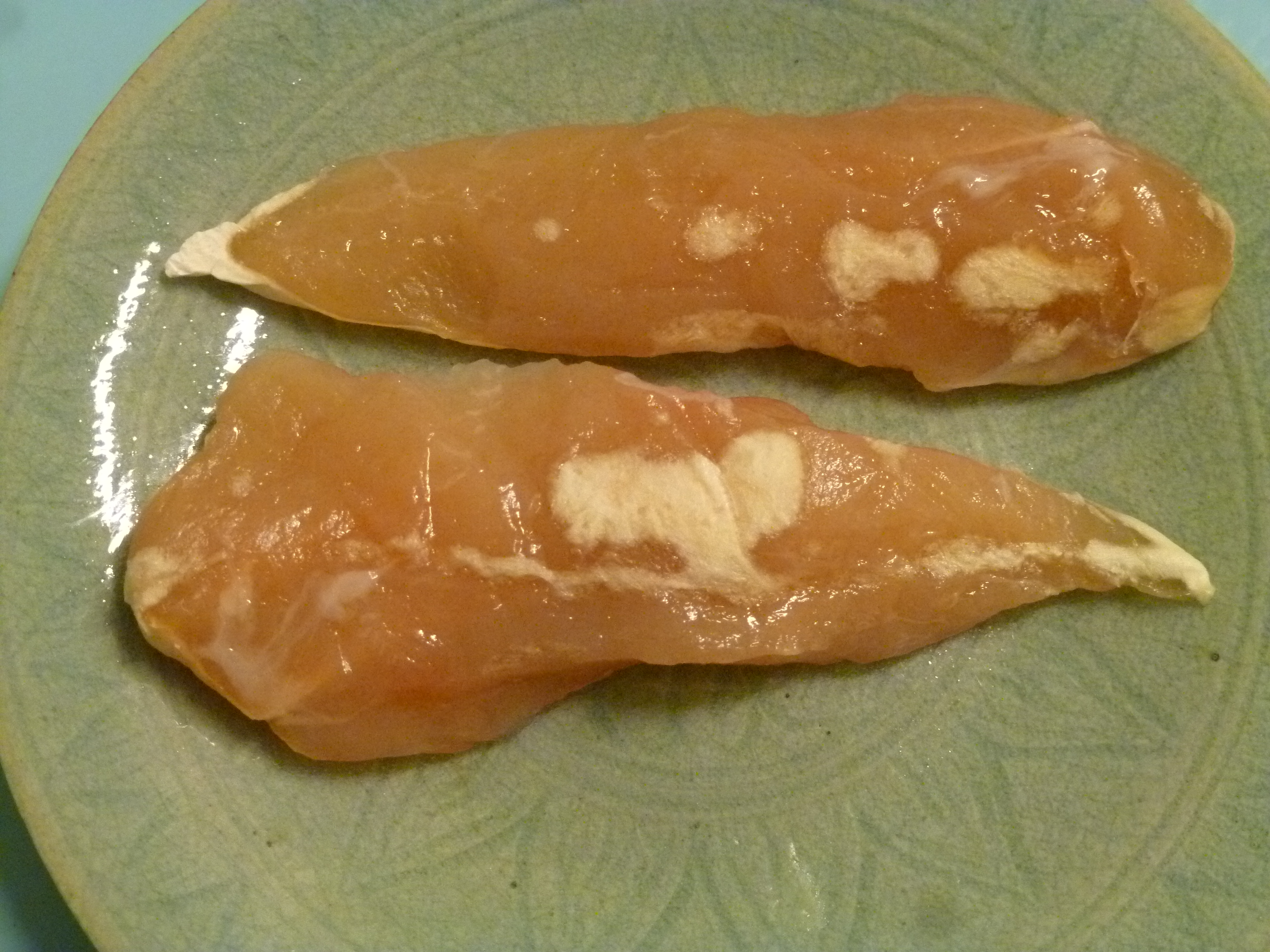
Gefrierbrand (weiß) an einem Stück Geflügelfleisch

Ursachen für Gefrierbrand sind vor allem Temperaturschwankungen während des Transports in der gesamten Tiefkühlkette, welche sich kaum vermeiden lassen, oder vorübergehende Ausfälle bei der Kühlung zum Beispiel durch einen unbemerkten Stromausfall. Steigt die Temperatur an einer Stelle an, was auch schon beim Öffnen der Tür zum Kühlraum geschieht, so beginnt Wasser aus oberflächennahen Schichten des Kühlguts sowie ggf. aus Eis auf der Außenseite der Verpackung zu verdunsten. Dieses kondensiert und gefriert bei wieder sinkender Temperatur dann zu Wassertröpfchen und Eiskristallen auf dem Kühlgut und der Verpackung. Dies kann zur Austrocknung der Produkte führen. Häufige Temperaturschwankungen (Ein- und Ausschalten von Kühlaggregaten) und Umlagerung fördern das Risiko eines Gefrierbrands bei Lebensmitteln.
Auch durch Sublimation geht Wasser aus dem Lebensmittel in die umgebende Atmosphäre verloren und das Lebensmittel wird übermäßig trocken. Das Wasser resublimiert an anderen Stellen des Lebensmittels und der Verpackung als schneeartige Kristalle.

## Folgen und Maßnahmen
Die Bildung von Gefrierbrand kann durch eine möglichst ohne Luftpolster anliegende und wasserdampfdichte Verpackung (z. B. Gefrierbeutel), durch die Vermeidung von extremen Temperaturschwankungen (mithilfe einer technischen Überwachung) und durch das Glasieren der Produkte (Fleisch, Fisch) mit Wasser, wodurch sich eine dünne schützende Eisschicht auf dem Produkt bildet, verhindert werden. Zu den Verfärbungen kommt es zunächst durch die Sublimation der Eiskristalle in den Randschichten der Produkte. Dabei bilden sich Hohlräume, welche das einfallende Licht diffus streuen und die Oberfläche meist heller erscheinen lassen. Weiterhin kommt es durch den extremen Wasserentzug zu einer Denaturierung von Proteinen und Oxidation von Fetten und anderen Lebensmittelinhaltsstoffen. Dadurch wird die Verdaulichkeit und Genießbarkeit sowie der Geschmack der betroffenen Stellen beeinträchtigt, das Lebensmittel ist zum Teil verdorben, obwohl mikrobiologisch unbedenklich. Häufig reicht es aus, die betroffene Stelle herauszuschneiden.
Da Gefrierbrand oft auch ein Hinweis auf Temperaturschwankungen bei der Lagerung ist, müssen auch Einbußen durch mikrobiologische Prozesse erwartet werden. Daher muss in der Kühlkette  durchgehend eine Temperatur von −18 °C oder darunter eingehalten werden. Dies ist zum Beispiel auch im deutschen Lebensmittelrecht für Tiefkühlräume vorgeschrieben.